# Микејла Депринс
Микејла Мабинти Депринс (енгл. Michaela Mabinty DePrince, рођена Мабинти Бангура; 6. јануар 1995 — 10. септембар 2024) била је америчка балерина из Сијера Леонеа. Са помајком, Елејн Депринс, Микејла је написала књигу Taking Flight: From War Orphan to Star Ballerina. Постала је позната након што се појавила у документарцу "Прва позиција", 2011. године, који је приказивао њу и друге играче током припреме за талмичење у "Youth America Grand Prix". Раније је плесала с Плесном групом позоришта у Харлему, као најмлађа играчица у историји трупе, а тренутно плеше као солиста за Холандски национални балет.

## Младост
Рођена као Мабинти Бангура у муслиманској породици, расла је као сироче у Сијера Леонеу, након што ју је ујак одвео у сиротиште за време грађанског рата. Од помајке и поочима је сазнала да су јој оца убили припадници Уједињеног револуционарног фронта, када је имала три године, а да јој је мајка умрла од глади убрзо након тога. Често изгладњивана, малтретирана и исмевана као "дете ђавола" звог витилига,, побегла је у избеглички камп након што је њено сиротиште бомбардовано.
Године 1999, као четворогодишњакиња, њу и још једну девојчицу, Миу, усвојили су Елејн и Чарлс Депринс, јеврејски пар из Шери Хила, у Њу  Џeрзију. Они су имали једанаесторо деце од којих је деветоро усвојено.

## Каријера
Инспирисана својом сликом коју је пронашла и задржала док је била у Сијера Леонеу, Депринс је тренирала као балерина у САД, са другим такмичарима, између осталог и на Youth America Grand Prix. Вежбала је класични балет, студирала је у Рок школи плесне едукације у Филадефији. Истовремено је, уз вежбање балета, похађала онлајн курсеве у Националној средњој школи „Кистоун“, где је стекла средњошколску диплому.
Депринсова је добила стипендију за обуку у Америчкој балетској школи Жаклине Кенеди Оназис, за њен наступ у младости, на Youth America Grand Prix. Започела је професионалну каријеру, упркос случајевима расне дискриминације: у доби од осам година, речено јој је да не може да наступа као Мари у "Крцку Орашчићу", јер "Америка није спремна на црну балерину", а годину дана касније, учитељица је рекла њеној мајци, да црни играчи нису вредни да би се у њих инвестирао новац.
Била је једна од звезда у документарном филму Прва позиција (енгл. First Postion), у ком се појавило шест младих играча, у борби за место у елитној балетској трупи или школи, и наступала је у телевизијској емисији "Плес са звездама". У Европи је дебитовала 2011. у  Abdallah and the Gazelle of Basra, са De Dutch Don't Dance Division, из Хага у Холандији. Тамо се вратила годину дана касније, да плеше као Шећерна вила у "Крцку Орашчићу" у Плесном театру Лусент.
На Америчком плесном театру Жаклине Кенеди Оназис  дипломирала је 2012. и придружила се Балетском театру Харлема, где је била најмлађи члан. Њен професионални деби био је у улози Галнар у Мзанси продукцији и премијери Јужноафричког балетског театра балета „Ле корсер“, 19. јула 2012.године.
У јулу 2013. постала је део младе поставе Холандског националног балета, са седиштем у Амстердаму. У августу 2014. године ушла је у холандски Национални балет, као "ђак" (éleve). У 2015. је била унапређена као Coryphée. Године 2016. постала је grand sujet, а потом и солиста на крају те године. Једини је играч афричког порекла у Холандском националном балету. Године 2016. појавила се у споту за песму Hope са Бијонсиног албума Lemonade.
Депринсова наводи Лорен Андерсон, једну од првих афроамеричких балерина, као свог узора. У 2015. години компанија Ем-Џи-Ем откупила је права на филм према њеној књизи Taking Flight: From War Oprhan To Star Ballerina.